# イニシャルコスト
イニシャルコスト（initial cost）とは、新しく事業を始めたり、新しく機械や設備などを導入したり、新しく建築物を建築したりするときなどに、稼働するまでの間に必要となる費用のことである。初期費用ともいう。
新しく導入する機械・設備の商品価格のほか、設計費用、技術開発費用、運搬費用、工事代金、設置費用などがこれに含まれる。
これに対して、稼動が始まってから使い続けるために必要となる光熱費や各種消耗品代、メンテナンスにかかる費用、定期的に支払う利用料などはランニングコスト（維持費用）という。

## 概説
建築物の場合、建物を建てて使用を開始するまでに要した建物関係の総費用になるが、建築工事にはまず計画があり、次に設計があり、設計図書が出来上がれば工事を発注し、契約後施工に入り、工事が完成する。建物の引き渡し後は使用開始となり、この時点でそれまでに要した建物関係総費用がイニシャルコストとなる。
また、これらを投資として広義に考える場合は、当初の計画段階に至るまでの支出金などがあればこれも含む。機能面などから狭義に考える場合には、建物の維持費などと対比させて建築の質、設備システム、機器などを選択·研究する場合にも用いる。